# ماركوس ريتشاردسون (لاعب كرة قدم كندية، مواليد 1984)
ماركوس ريتشاردسون (بالإنجليزية: Marcus Richardson)‏ هو لاعب كرة قدم أمريكية ولاعب كرة قدم كندية أمريكي، ولد في 30 سبتمبر 1984 في بينساكولا في الولايات المتحدة.